# رند بروکس
رند بروکس (انگلیسی: Rand Brooks؛ ‏ ۲۱ سپتامبر ۱۹۱۸ – ۱ سپتامبر ۲۰۰۳) بازیگر اهل ایالات متحده آمریکا بود.
از فیلم‌ها یا برنامه‌های تلویزیونی که وی در آن نقش داشته است، می‌توان به فلوریان، بر باد رفته و سوارکاری در اوج اشاره کرد.